# Aleksandr Ivanko
Aleksandr Sergheevici Ivanko (în rusă Александр Сергеевич Иванько; n. 7 martie 1962, Moscova, RSFS Rusă, URSS) este un funcționar⁠(d) internațional, în prezent Reprezentant Special al Secretarului General al ONU pentru Sahara Occidentală și șeful MINURSO.

## Biografie
S-a născut pe 7 martie 1962 la Moscova. Tatăl său, Serghei Sergheevici Ivanko, a fost jurnalist și diplomat sovietic. Alexander a absolvit Facultatea de Jurnalism a Universitatea de Stat din Moscova în 1984.

### Cariera de jurnalist
Și-a început cariera ca jurnalist la ziarul Izvestia, unde a lucrat din 1984 până în 1994, acoperind evenimente majore, precum războiul din Afganistan din 1989. Între 1992 și 1994, a lucrat la ziarul We/Noi, un proiect comun cu Hearst Corporation.

### Activitatea în instituții internaționale
Începând din 1994 Ivanko lucrează pentru ONU, inițial în cadrul Forței de Protecție a Națiunilor Unite în Bosnia și Herțegovina, iar mai târziu ca purtător de cuvânt al ONU în această țară. Din 2006 până în 2009, a fost Director de Informare Publică pentru Misiunea ONU în Kosovo, iar apoi șef de cabinet al MINURSO până în 2021.

### Numirea ca reprezentant special
În august 2021, secretarul general al ONU, Antonio Guterres, l-a numit pe Ivanko reprezentant special pentru Sahara Occidentală.